# Бурденвил
Бурденвил (фр. Bourdainville) насеље је и општина у северној Француској у региону Горња Нормандија, у департману Приморска Сена која припада префектури Руан.
По подацима из 2011. године у општини је живело 440 становника, а густина насељености је износила 82,4 становника/km². Општина се простире на површини од 5,34 km². Налази се на средњој надморској висини од 158 метара (максималној 169 m, а минималној 102 m).

## Демографија
| 1962. | 1968. | 1975. | 1982. | 1990. | 1999. | 2011. |
| ----- | ----- | ----- | ----- | ----- | ----- | ----- |
| 253   | 295   | 377   | 309   | 314   | 319   | 440   |

График промене броја становника у току последњих година